# Oansno
Oansno ist eine Münchner Blasmusik-Kapelle, die ihre Mundart-Texte mit vielfältigen Einflüssen wie Balkan Brass, Reggae, Folk, Mittelalterklängen, Techno, Ska oder HipHop mischt.

## Geschichte
Die Gründungsmitglieder der Band weisen einen diversen kulturellen Background auf. So ist der gebürtige Münchner Michi halbgriechischer Abstammung und der ursprüngliche Schlagzeuger Philip wuchs als Tiroler mit afrikanischen Wurzeln auf. Während Philip sowohl als Percussionist in verschiedenen Bands als auch als DJ Erfahrung sammelte, studierte Gründungsmitglied Menya Trompete in Budapest sowie in München und spielte mit den Symphonikern und im Bayerischen Staatsorchester. Ergänzt wurde die Band anfangs durch den Tubaspieler Tom, der jedoch 2016 aus Zeitgründen ausstieg und durch den Niederbayern Franz ersetzt wurde.
Zur Bandgründung kam es laut Sänger Michi nach der „dritten Mass“ auf der Oiden Wiesn, als die Gründungsmitglieder, die damals noch im Bereich Balkan, Punk und anderen Musikrichtungen verhaftet waren, beim Hören einer Mundartband beschlossen, ebenfalls eine Mundart-Band zu gründen. Kennengelernt hatte man sich schon beim Musikantenstammtisch im Münchner Hofbräuhaus. Der Bandname Oansno entstand, als die Band noch ohne Namen die ersten Lieder im Hofbräuhaus spielte und die Zuschauer im Bayerischen Dialekt „Oansno“ (Eines noch bzw. Zugabe) riefen.
Das Lied 500 Jahr war offizieller Song der Bayerischen Landesausstellung 2016.

## Auszeichnungen
- 2014: 1. Platz Hofbräuhaus Gstanzl Slam
- 2015: 1. Platz Fraunhofer Volksmusikpreis
- 2019: Radio Oberland Heimathit-Band

## Diskografie
- 2015: Schmankerl (EP, Focus / BSC Music)
- 2018: Oansno (Album, Sony Pictures Home Entertainment)
- 2024: Wirtshaus-Punk Vol. 5,2% (Album, Rotz + Wasser / BSC Music)